# Bahnhof Warburg (Westfalen)
Der Bahnhof Warburg (Westfalen) ist der Bahnhof der ostwestfälischen Hansestadt Warburg im Kreis Höxter in Nordrhein-Westfalen. Er liegt am nordöstlichen Rand der Kernstadt.

## Geschichte
1851 erhielt Warburg einen Bahnanschluss, als die Bahnstrecke Kassel–Warburg eröffnet wurde. 1853 wurde die Bahnstrecke Hamm–Paderborn über Altenbeken bis Warburg verlängert. Eine weitere Bahnstrecke kam 1873 dazu, als die Strecke aus Bestwig bis Warburg verlängert wurde. Diese Strecke wurde von der Bergisch-Märkischen Eisenbahn erbaut, und so endete sie südlich des bisherigen Bahnhofs der Königlich-Westfälischen Eisenbahn-Gesellschaft, so dass ein Inselbahnhof entstand. 1890 kam noch die Strecke nach Arolsen hinzu, die aus südlicher Richtung westlich um die Stadt geleitet wurde, die beiden bestehenden Bahnstrecken unterquerte und dann im nördlichen Bahnhofsteil endete. Der Bahnhof war als Inselbahnhof neben dem Bahnhof Minden einer der letzten erhaltenen der frühen Eisenbahngeschichte in Westfalen.
Inzwischen ist der südliche Bahnhofsteil abgebaut und der nördliche Bahnhofsteil auf drei Bahnsteiggleise und ein Ausweichgleich östlich der Bahnsteige reduziert. Westlich des Bahnhofes war ein mehrgleisiger Bahnhofsteil für den Güterverkehr entstanden, der auch heute noch besteht und auch zur Abstellung von Zügen dient.
1970 wurde die Strecke Altenbeken–Kassel elektrifiziert.
Der Personenverkehr Richtung Arolsen wurde 1967 eingestellt, 1977 auch der Güterverkehr und anschließend stillgelegt. 1983 wurde die Strecke abgebaut.

## Empfangsgebäude

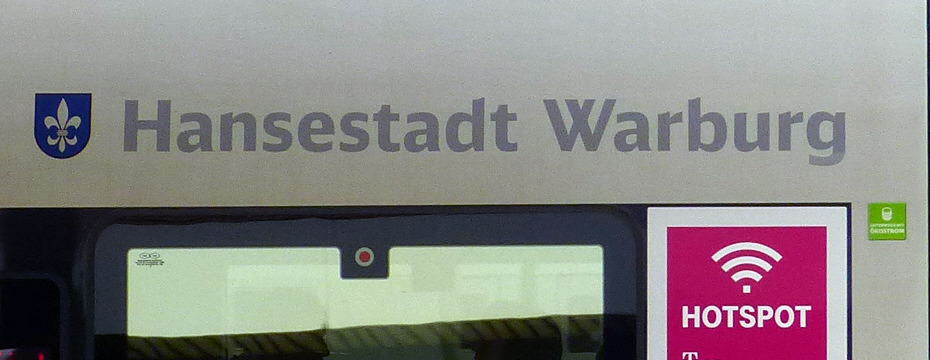
ICE „Hansestadt Warburg“

Das heute denkmalgeschützte Empfangsgebäude von 1852/53 wurde von Julius Eugen Ruhl konzipiert und wies ein Fürstenzimmer auf.
Ende 2011 wurde das Gebäude für den symbolischen Preis von einem Euro an eine örtliche Ärztin verkauft. 2012/13 wurde es umgebaut. Nach einer fünfzehnmonatigen Sanierung verfügt es wieder über die historischen Staffelgiebel mit 16 Laternen. Auf den 840 Quadratmetern Nutzfläche in Erd- und Obergeschoss entstand neben Toiletten und einem Bistro für Reisende ein 120 Quadratmeter großes buddhistisches Meditationszentrum mit Tempel, Meditationsraum, Speiseraum und Küche im Ostflügel des Erdgeschosses. Eine offizielle Einweihungsfeier fand am 28. Juni 2014 statt. Aus diesem Anlass taufte die Deutsche Bahn einen ICE-T-Zug auf den Namen Hansestadt Warburg. Am 29. Juni 2014 erfolgte die Einweihung des buddhistischen Tempels.

## Lage
Der Bahnhof Warburg liegt an der zweigleisigen und elektrifizierten Bahnstrecke nach Hamm, der Friedrich-Wilhelms-Nordbahn nach Kassel und der nicht elektrifizierten oberen Ruhrtalbahn nach Hagen. Die Verbindung nach Volkmarsen als Teil der Bahnstrecke Warburg–Sarnau wurde 1977 stillgelegt und 1983 zurückgebaut.

## Bedienung
In Warburg halten zwei Linien des Schienenpersonennahverkehrs: der Sauerland-Express nach Hagen Hauptbahnhof und der Rhein-Hellweg-Express von Kassel über Paderborn und Dortmund nach Düsseldorf. Seit dem Fahrplanwechsel im Dezember 2023 wird Warburg nur noch von einer Fahrt in Wochenendnächten von der Ems-Börde-Bahn von Münster über Paderborn bedient.
| Linie       | Linienverlauf | Takt                                                                                        | Betreiber        |
| ----------- | --- | ------------------------------------------------------------------------------------------- | ---------------- |
| RE 11 (RRX) | Rhein-Hellweg-Express: Kassel-Wilhelmshöhe – Hofgeismar – Warburg (Westf) – Willebadessen – Altenbeken – Paderborn Hbf – Lippstadt – Soest – Hamm (Westf) Hbf – Kamen – Dortmund Hbf – Bochum Hbf – Wattenscheid – Essen Hbf – Mülheim (Ruhr) Hbf – Duisburg Hbf – Düsseldorf Flughafen – Düsseldorf Hbf Abschnitt Düsseldorf–Hamm entfällt aufgrund einer angespannten Personalsituation bis auf einzelne Fahrten. Stand: Februar 2025 | 60 min                                                                                      | National Express |
| RB 89       | Ems-Börde-Bahn: Münster (Westf) Hbf – Münster-Hiltrup – Rinkerode – Drensteinfurt – Mersch (Westf) – Hamm-Bockum-Hövel – Hamm (Westf) Hbf – Welver – Borgeln – Soest – Bad Sassendorf – Lippstadt – Dedinghausen – Ehringhausen – Geseke – Salzkotten – Scharmede – Paderborn Hbf (– Altenbeken – Willebadessen – Warburg (Westf)) Stand: Fahrplanwechsel Dezember 2023                                                                 | 30 min 60 min (Münster–Hamm an Wochenenden/Feiertagen) eine Fahrt Sa/So (Paderborn–Warburg) | eurobahn         |
| RE 17       | Sauerland-Express: Hagen Hbf – Schwerte (Ruhr) – Fröndenberg – Wickede (Ruhr) – Neheim-Hüsten – Arnsberg (Westf) – Oeventrop – Freienohl – Meschede – Bestwig – Olsberg – Brilon Wald – Hoppecke – Messinghausen – Beringhausen – Bredelar – Marsberg – Westheim (Westf) – Scherfede – Warburg (Westf) Stand: Fahrplanwechsel Dezember 2024                                                                                             | Einzelzüge morgens                                                                          | DB Regio         |
| RE 57       | Dortmund-Sauerland-Express: Dortmund Hbf – Dortmund-Hörde – Fröndenberg – Wickede (Ruhr) – Neheim-Hüsten – Arnsberg (Westf) – Oeventrop – Freienohl – Meschede – Bestwig – Olsberg – Brilon Wald – Hoppecke – Messinghausen – Beringhausen – Bredelar – Marsberg – Westheim (Westf) – Scherfede – Warburg (Westf) Stand: Fahrplanwechsel Dezember 2024                                                                                  | 60 min                                                                                      | DB Regio         |

Bis Dezember 2013 bedienten am Tagesrand einzelne Züge der Kasseler RegioTram-Linie RT 3 Warburg.
Im Schienenpersonenfernverkehr verkehrt ein Intercity-Express-Zugpaar und mehrere Intercity, darunter eine tägliche ICE-Direktverbindung mit München:
| Linie  | Linienverlauf | Takt          |
| ------ | --- | ------------- |
| ICE 41 | (Köln –) Düsseldorf – Duisburg – Essen – Dortmund – Hamm – Paderborn – Warburg – Kassel-Wilhelmshöhe – Würzburg – Nürnberg – München | ein Zugpaar   |
| IC 51  | Köln – Düsseldorf – Duisburg – Essen – Dortmund – Hamm – Paderborn – Warburg – Kassel-Wilhelmshöhe – Erfurt – Jena – Gera            | zwei Zugpaare |

Der Bahnhof Warburg gehört zum Nahverkehrsverbund Paderborn-Höxter (nph). In Richtung Hessen gilt der Tarif des Nordhessischen Verkehrsverbundes (NVV). Auch das Hessenticket ist bis nach Warburg gültig.

## Planungen

### Taschengleis
Um die Umsteigesituation zu verbessern, wurde für den ÖPNV-Bedarfsplan des Landes NRW der Bau eines Taschengleises im Bahnhof Warburg zwischen den Gleisen 3 und 4 angemeldet. Dabei soll in die Mitte der bestehenden Bahnsteiganlage von Westen her ein Gleis verlegt werden und mit einem Prellbock und Bahnsteigkante dort enden. Durch diese Konstruktion kann ein schneller Umstieg auf gleicher Ebene von in Warburg endenden Zügen der oberen Ruhrtalbahn oder der Hellwegstrecke an durchgehende Züge Kassel hergestellt werden, ohne dass dabei eines der durchgehenden Gleise belegt werden muss.

### Angebotsausbau
Im Rahmen der Planungen für das Sauerlandnetz 3.0 sollen wieder Direktverbindungen von der oberen Ruhrtalbahn nach Kassel hergestellt werden. Die Fahrzeiten sollen so gestaltet werden, dass zwischen Warburg und Kassel ein etwa halbstündliches Verkehrsangebot entsteht.
Im Rahmen der Planungen für die S-Bahn OWL soll eine zusätzliche Linie S69 Münster – Hamm – Paderborn eingerichtet werden. Die Züge dieser Linie sollen in Warburg Anschluss an die geplanten Direktzüge von der oberen Ruhrtalbahn nach Kassel haben. Durch die neue Linie soll mit der Linie RE 11 ein etwa halbstündliches Angebot zwischen Warburg und Paderborn entstehen.

## Verkehrsanbindung
Vom Busbahnhof vor dem Gebäude bestehen Busverbindungen in die Innenstadt von Warburg sowie in die umliegenden Ortschaften.